# غولاك
غولاك ((بالصربية: Гољак)‏، (بالألبانية: Gollak)‏) هي منطقة جبلية تقع في الجزء الشرقي من كوسوفوعلى مُستوى الحدود بينها وبين صربيا. تقع مدينتا بريشتينا وجيلان في كوسوفو ومدينة سيجارينسكا بانيا في صربيا في هذه المنطقة. أعلى قمة في المنطقة الجبلية يبلغ ارتفاعها 1,181 متر (3,875 قدم) فوق مستوى سطح البحر.